# Las Plazuelas, Guanajuato
Las Plazuelas är en ort i Mexiko.   Den ligger i kommunen Pénjamo och delstaten Guanajuato, i den centrala delen av landet, 300 km väster om huvudstaden Mexico City. Las Plazuelas ligger 1 808 meter över havet och antalet invånare är 453.
Terrängen runt Las Plazuelas är kuperad norrut, men söderut är den platt. Terrängen runt Las Plazuelas sluttar söderut. Runt Las Plazuelas är det ganska tätbefolkat, med 104 invånare per kvadratkilometer. Närmaste större samhälle är Pénjamo, 11,2 km öster om Las Plazuelas. I omgivningarna runt Las Plazuelas växer huvudsakligen savannskog.